# Caprella longimanus
Caprella longimanus is een vlokreeftensoort uit de familie van de Caprellidae. De wetenschappelijke naam van de soort is voor het eerst geldig gepubliceerd in 1853 door Stimpson.